# Llac Siriu
El llac Siriu és un llac amb una presa d'aigua artificial de Romania, a la vall del riu Buzău. La construcció de la presa va començar el 1982 i la planta hidroelèctrica 42 MW Nehoiașu es va inaugurar el 1994.
La presa té un 122 m d'alçada, amb nucli d'argila. És la segona presa de terraplè més gran de Romania.